# Glogovac (Bela Palanka)
Pour les articles homonymes, voir Glogovac.
Glogovac (en serbe cyrillique : Глоговац) est un village de Serbie situé dans la municipalité de Bela Palanka, district de Pirot. Au recensement de 2011, il comptait 26 habitants.

## Démographie
| 1948 | 1953 | 1961 | 1971 | 1981 | 1991 | 2002 | 2011 |
| ---- | ---- | ---- | ---- | ---- | ---- | ---- | ---- |
| 516  | 493  | 344  | 188  | 164  | 82   | 47   | 26   |

|  |